# کریستوفر آتامیان
کریستوفر پیتر آتامیان (‎/əˈteɪmɪən/‎) منتقد ادبی، نویسنده، مترجم، کیوریتور و فیلمساز مستقر در نیویورک است که در سال ۲۰۱۵ مدال افتخار جزیره الیس را دریافت کرد. او آثار مختلفی را از زبان فرانسوی و ارمنی به انگلیسی ترجمه کرده است. بوا دو ونسن (۲۰۱۳)، آینده گلگون جنگ (۱۹۹۹)، پنجاه سال ادبیات ارمنی در فرانسه (۲۰۱۶)، و سرزمین زباله (۲۰۲۳) از آثار او هستند.
کریستوفر که از والدینی مهاجر به دنیا آمده بود، در ایالات متحده بزرگ شد و تحصیل کرد و مدرک کارشناسی خود را در رشته ادبیات از دانشگاه هاروارد و مؤسسه فناوری فدرال سوئیس زوریخ به عنوان یک فولبرایت دریافت کرد. سپس در مدرسه هنرهای سینمایی USC و مدرسه کسب و کار کلمبیا تحصیل کرد و در آنجا مدرک MBA در رسانه‌های بین‌المللی را دریافت کرد. در سال ۲۰۱۳، او جایزه ادبی تولوولیان را برای ترجمه بوا دو ونسن اثر نیگوغوس سرافیان دریافت کرد و در سال ۲۰۱۷ جایزه ادبی تولوولیان دوم خود را برای اولین مجموعه شعرش شاعری در واشنگتن هایتس (۲۰۱۸) دریافت کرد.

## زندگی‌نامه

### اوایل زندگی: پیشینه و تحصیلات
کریستوفر پیتر آتامیان در نیویورک سیتی از والدینی مهاجر سوئیسی-ایتالیایی و لبنانی-ارمنی به دنیا آمد. او در لیسه فرانسوی نیویورک تحصیل کرد و در سال ۱۹۸۵ از مدرسه کالجییت فارغ‌التحصیل شد،جایی که او یک نیمه‌نهایی بورسیه ملی بود. آتامیان مدرک کارشناسی خود را در رشته ادبیات از دانشگاه هاروارد (۱۹۸۵–۱۹۸۹) دریافت کرد. او بعداً به پلی‌تکنیک ملی سوئیس در زوریخ به عنوان یک فولبرایت رفت. او همچنین فارغ‌التحصیل مدرسه فیلم USC و مدرسه کسب و کار کلمبیا است، جایی که او MBA خود را در رسانه‌های بین‌المللی دریافت کرد.

### پیشرفت شغلی: کیوریتوری و فیلمسازی
آتامیان یکی از بنیان‌گذاران و کیوریتور عملکرد کیوریتوری آتامیان هووسپیان، یک گالری و مرکز فرهنگی واقع در نیویورک سیتی است. AHCP به دنبال نمایش طیف کامل خالقان از جمله زنانLGBTQ+، BIPOC، SWANA و دیگر هنرمندان و روش‌هایی است که روش‌ها، فرم‌ها و بیان‌هایشان نادیده گرفته شده یا به حاشیه رانده شده است. آتامیان ویدئوها و فیلم‌های کوتاهی از جمله آرزوی سرافیان، یک ویدئوی کوتاه بر اساس ترجمه او از بوا دو ونسن اثر نیگوغوس سرافیان را کارگردانی و تولید کرده است.
کار او همچنین در بینال هنر ونیز ۲۰۰۹ به عنوان بخشی از پاویون دیاسپورای ارمنی Voulu/Obligé به نمایش درآمده است که بخشی از مجموعه هنرمندان در حال ساخت برلین است.
آتامیان هم‌تولیدکننده نمایشنامه برنده جایزه OBIE مشکل در بهشت (۲۰۰۶)، عزیز ارمن (۲۰۱۴)، ویدئوهای موسیقی MTV، فیلم رقص استخراج داده‌های روانی و یک فیلم تجربی برای تو، پدربزرگ و مادربزرگ عزیزم، که در جشنواره بین‌المللی فیلم ایروان ۲۰۰۵ (که اکنون به نام جشنواره بین‌المللی فیلم زردآلوی طلایی شناخته می‌شود) به نمایش درآمد.
آتامیان چندین فیلمنامه نوشته است، از جمله پلاژیاریست، افسانه رستاخیز/هارنوومی آراس‌بل که در جشنواره بین‌المللی فیلم ARPA 2021 (Arpa IFF)، جشنواره بین‌المللی فیلم کوتاه توکیو 2021 و جایزه شنیده شوید! بنیاد کالوست گلبنکیان 2020 را دریافت کرد.

## انتشارات

### ترجمه‌ها: از فرانسوی به انگلیسی
- آینده گلگون جنگ،[۱۵] اثر فیلیپ دلمس، پرس آزاد، ۱۹۹۹
- پنجاه سال ادبیات ارمنی در فرانسه،[۱۶] اثر کریکور بلدیان، ۲۰۱۶، انتشارات دانشگاه ایالتی فرزنو
- سرزمین زباله،[۱۷][۱۸] اثر دنیس دونیکیان، انتشارات نائوست، ۲۰۲۳
- تاریخ زبان ارمنی، اثر مارک نیشانیان، انتشارات دانشگاه ایالتی فرزنو، در دست انتشار در ۲۰۲۴
- ادبیات و فاجعه، اثر مارک نیشانیان، انتشارات دانشگاه ایالتی فرزنو، در دست انتشار در ۲۰۲۴

### ترجمه‌ها: از ارمنی به انگلیسی
- بوا دو ونسن،[۱۹] اثر نیگوغوس سرافیان، انتشارات دانشگاه ایالتی میشیگان، ۲۰۱۳
- آرارات اثر داویت هاکوبیان، کتاب‌های AGBU، ۲۰۲۲
- مسح، اثر واهه اوشگان، در دست انتشار، ۲۰۲۵

## حرفه نویسندگی

### نویسندگی خلاق
اولین کتاب شعر آتامیان شاعری در واشنگتن هایتس جایزه ادبی تولوولیان ۲۰۱۷ را دریافت کرد. مقالات او در؛ معیار جدید، مجله های-فن، رستد رادیشز: مجله ادبی و هنری بیروت، بررسی کتاب‌های لس آنجلس، بررسی هیبریدی هارپی و مجله ایروان منتشر شده است. مقاله او همان‌طور که در حال مرگ بودم: ایدز و اندوتیک پرک جایزه دوم را در مسابقه بین‌المللی مقاله قاشق‌های خود را سوال کنید، که به طور مشترک توسط IALA و دانشگاه آکسفورد برگزار شد، دریافت کرد.

### روزنامه‌نگاری و نقد
آتامیان هم‌ناشر و ویراستار مجله KGB بود. او منتقد رقص سابق نیویورک پرس است و برای بررسی کتاب نیویورک تایمز، ووگ، نیویورک، مجله رقص، ریل بروکلین، هاف‌پست، رسانه صحنه‌ها، آینه ارمنی، و مجله هفتگی آنلاین غیرانتفاعی گزارش ایروان نوشته است.

## دیدگاه

### ارمنی و LGBTQ
آتامیان حامی جامعه ال‌جی‌بی‌تی بوده و به عنوان رئیس AGLA NY (سازمانی که به پل زدن شکاف درک بین جوامع ال‌جی‌بی‌تی در ارمنستان و دیاسپورای ارمنی و جوامع مربوطه آن‌ها کمک می‌کند) برای دو دوره متوالی خدمت کرده است. او در 100 زندگی جایزه آرورا به عنوان یکی از برجسته‌ترین اعضای دیاسپورای ارمنی معرفی شده است.

## جوایز و کمک‌ها
آتامیان در سال ۲۰۱۵ مدال افتخار جزیره الیس را دریافت کرد. او همچنین دو کمک مالی از بنیاد کالوست گلبنکیان برای ترجمه دریافت کرده است. در سال ۲۰۱۳، او جایزه ادبی تولوولیان را برای ترجمه بوا دو ونسن اثر نیگوغوس سرافیان دریافت کرد.